# Sexy Beast

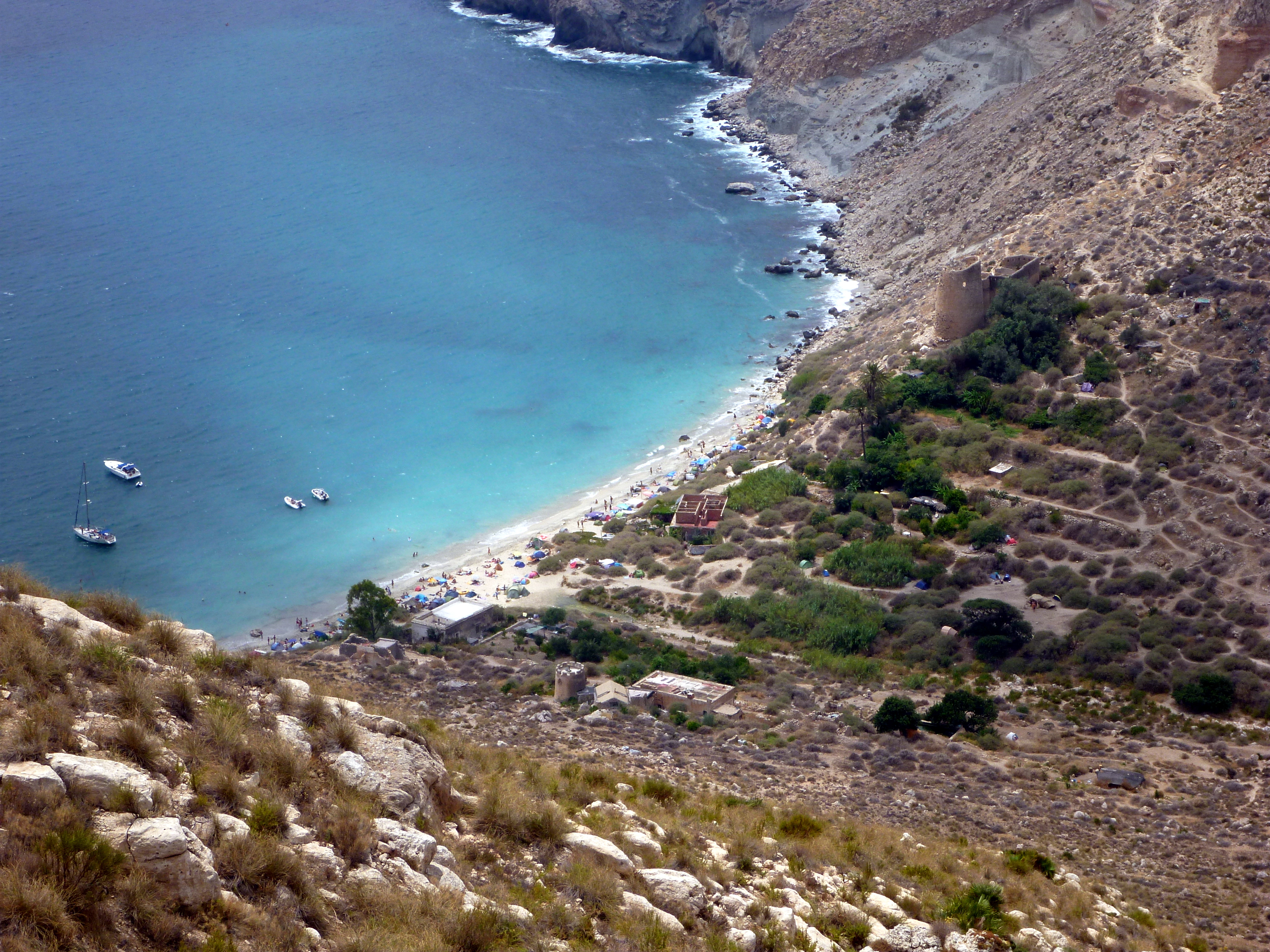
Cala de San Pedro, Agua Amarga, España, es uno de los lugares de filmación de la película.

Sexy Beast es una película de drama y crimen angloespañola de 2000, dirigida por Jonathan Glazer y protagonizada por Ray Winstone, Ben Kingsley e Ian McShane.

## Argumento
Tras haber pasado una temporada entre rejas, Gal Dove vive ahora felizmente retirado en un chalet de la costa del levante almeriense,  España, junto a su mujer, a quien adora. Sin embargo, su felicidad se empaña con la llegada de Don Logan, un antiguo compinche que intenta convencerlo de que vuelva a Londres para un último gran golpe.

## Reparto
- Ray Winstone: Gary 'Gal' Dove
- Ben Kingsley: Don Logan
- Ian McShane: Teddy Bass
- Amanda Redman: Deedee Dove
- James Fox: Harry
- Cavan Kendall: Aitch
- Julianne White: Jackie
- Álvaro Monje: Enrique
- Robert Atiko: Andy

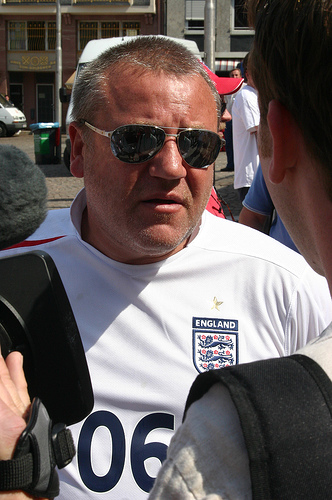
Ray Winstone, intérprete de Gary 'Gal' Dove
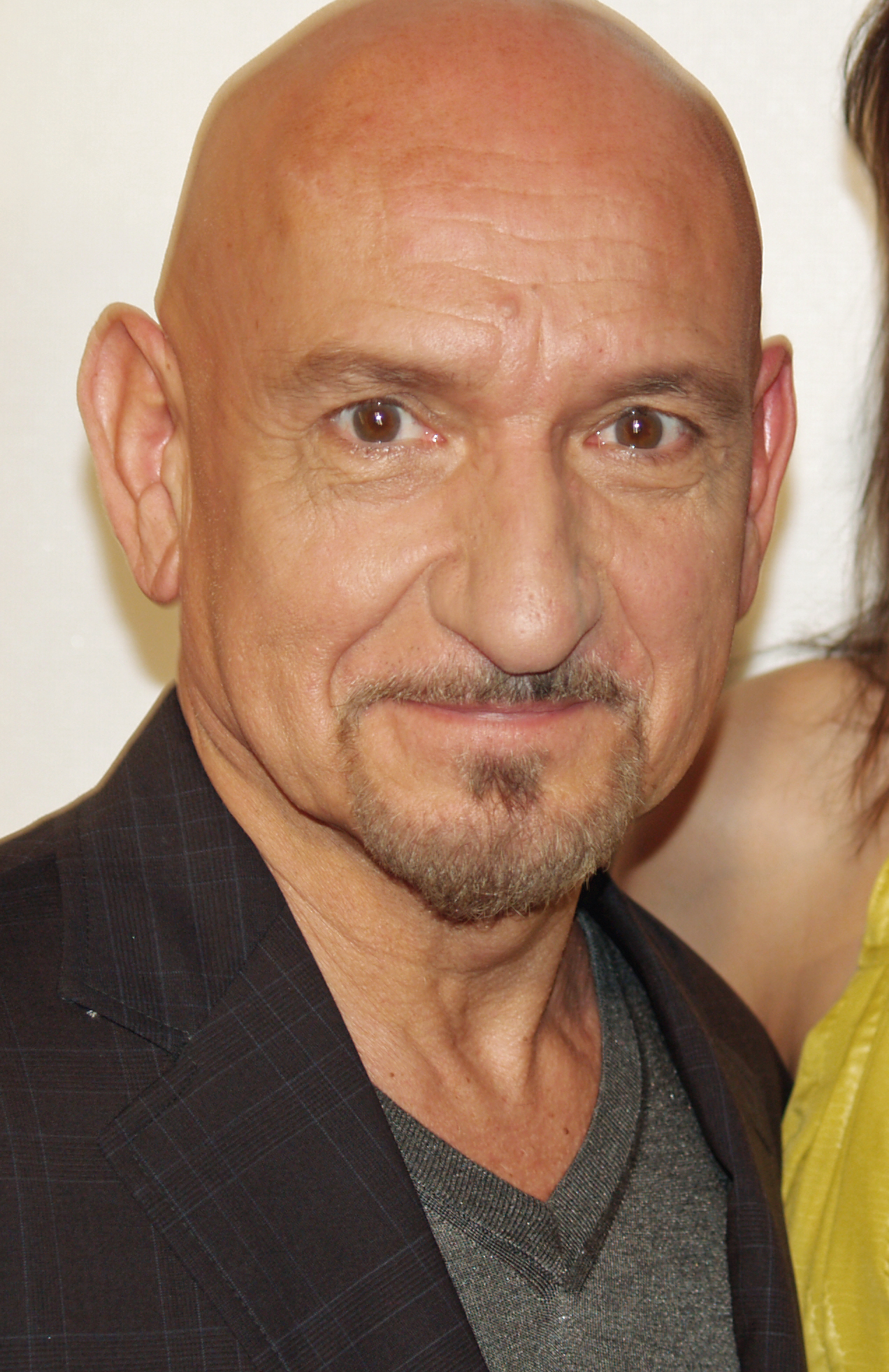
Ben Kingsley, intérprete de Don Logan.
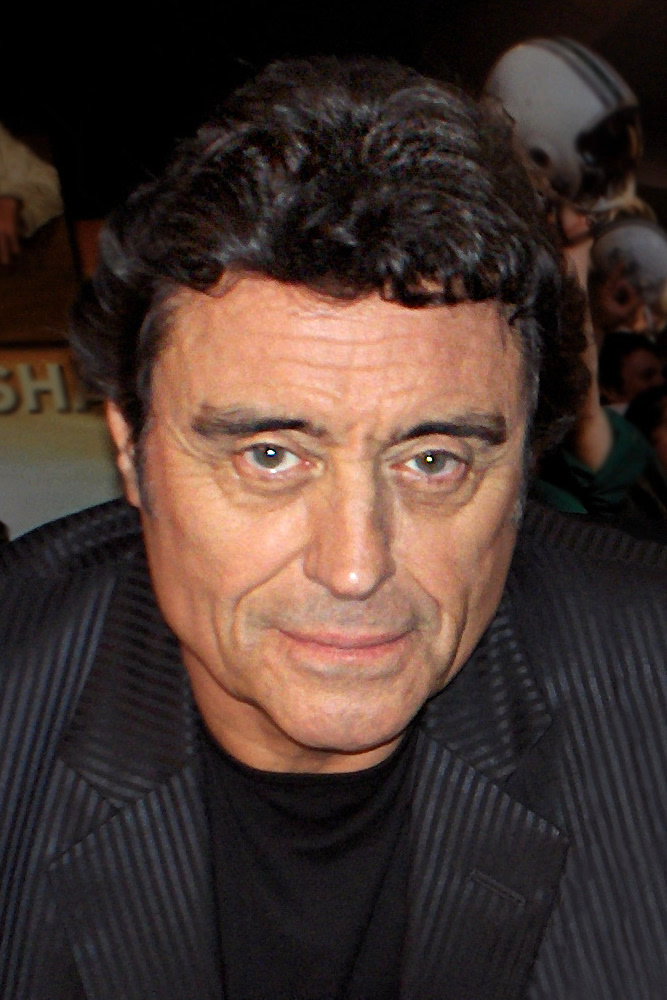
Ian McShane, intérprete de Teddy Bass.

## Producción
El productor Jeremy Thomas recordó más tarde su experiencia al hacer la película:

Sexy Beast fue para mí el comienzo de una nueva etapa en la que trabajé con cineastas noveles. Jonathan Glazer era director de anuncios de televisión en el Reino Unido y tenía un gran talento. Nos enviaron un guion en el que él estaba involucrado y surgió esta maravillosa película. Fue muy estimulante trabajar con un talento novel… Los diálogos de la película son excepcionales. Nunca había leído un guion como ese y pensé que había que hacerla. De hecho, fue muy difícil conseguir un seguro para la película. Cuando el estudio estadounidense compró la película, su departamento legal dijo: «No podéis hacerla. Tiene unas trescientas veces la palabra “coño” y cuatrocientas, “joder”». Pero de alguna manera pasó la censura y salió a la luz.

## Premios
- 2001: Nominada al Oscar: Mejor actor secundario (Ben Kingsley)[2]
- 2001: Nominada al Globo de Oro: Mejor actor secundario
- 2001: Nominada Premios BAFTA: Mejor film británico
- 2001: National Board of Review: Reconocimiento especial
- 2001: Dos premios en el Festival de Toronto: Mejor actor, actor revelación (Jonathan Glazer)